# Château Mariahove
Le château Mariahove est un château situé dans la commune belge d'Aalter.

## Histoire
Les origines du château remontent au milieu du XVIe siècle. Par Maria-Anna Rhyme (1707-1739), fille unique et héritière, le domaine devient la propriété de son mari, le prince Louis-François de Montmorency, en 1736. En 1808, la princesse Louise de Montmorency vend le domaine de Bellem au baron Jacob Lieven van Caneghem (nl) (1764-1847). Le château actuel a été construit en 1815 selon les plans de l'architecte Bruno Renard (1781-1861).
Sa fille, Jeanne van Caeneghem (1789-1867), a été mariée à Eugène Joseph de Naeyer (1786-1843), et leur fille Elise de Naeyer était l'épouse de Frédéric de Kerchove et la mère d'Alice Marie de Kerchove (nl), elle-même grand-mère de la reine Mathilde de Belgique. Autour de 1860, le château a obtenu son aspect actuel et néoclassique. La famille de Kerchove et par la suite Crombrugghe de Picquendale ont donné des bourgmestres de Bellem de 1878 à 1921 et de 1939 à 1970.
La famille de Kerchove a continué à y vivre jusqu'en 1965, lorsqu'il a été transféré à la Fédération des Sœurs de Couvent du diocèse de Gand.
Le château a en 2017 été revendu à un membre de la famille, le Baron Amaury de Crombrugghe de Picquendaele, petit-fils de feu la baronne Anne de Kerchove.